# 聯合國安全理事會第2673號決議
联合国安全理事会第2673号决议于2023年1月11日以全票通过，该决议延长了联合国哥伦比亚核查团的任期，并重申了对哥伦比亚和平进程的承诺。